# الملتقى الدولي الثاني للتصوف بغليزان
الملتقى الدولي الثاني للتصوف بغليزان والتي تنضمه ولاية غليزانن حول لشيخ العلامة مصطفى الرّماصي، والذي سيسلط فيه المشاركون الضوء على ”مدرسة مازونة الفقهية الجزائرية”.

## محاور الملتقى
- “مدرسة مازونة المنهج والرؤية”
- ”أعلام مازونة وتواصل الحواضر”
- ”الإنتاج العلمي في مازونة وأثره” [2]